# Rumuński Kościół Prawosławny Starego Kalendarza
Rumuński Kościół Prawosławny Starego Kalendarza – niekanoniczny Kościół prawosławny działający na terenie Rumunii.

## Historia
W 1924 roku Rumuński Kościół Prawosławny zdecydował o przejściu z kalendarza juliańskiego na gregoriański (przy zachowaniu tradycyjnej daty świąt wielkanocnych). Wywołało to sprzeciw wśród części duchowieństwa, co doprowadziło ostatecznie do schizmy. Zwolennicy starego kalendarza skupili się wokół klasztorów i skitów w Mołdawii. Praktyki religijne sprawowali oni potajemnie ze względu na represje ze strony władz państwowych oraz hierarchii cerkiewnej. Dochodziło również do niszczenia starokalendarzowych świątyń i ich wyposażenia. Prześladowania trwały aż do wybuchu II wojny światowej, w tym czasie zostało aresztowanych 130 księży i jeszcze większa liczba wiernych. Dopiero za rządów kolaboracyjnego reżimu Iona Antonescu Cerkiew starokalendarzowa została uznana przez władze państwowe. W okresie komunizmu Kościół cieszył się względną wolnością, a współcześnie jest uznawany za pełnoprawne wyznanie, na równi z Cerkwią kanoniczną. Mimo tego konflikt pomiędzy duchowieństwem i wiernymi obu jurysdykcji trwa nadal.

## Struktura

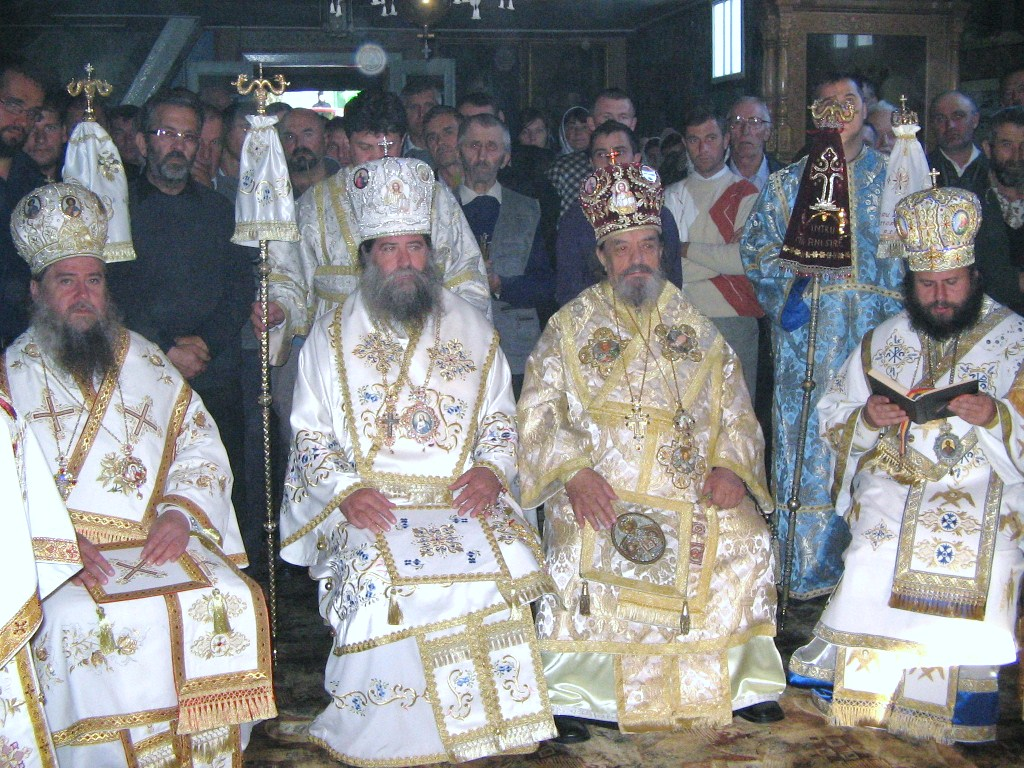
Biskupi Kościoła

Kościół prowadzi 130 parafii na terenie całej Rumunii. Posługuje w nim 11 biskupów, 160 księży, w tym 45 zakonnych oraz 26 diakonów, a także 290 mnichów i 510 mniszek. W jego jurysdykcji znajduje się 13 klasztorów oraz 21 pustelni i skitów. Rumuński Kościół Prawosławny Starego Kalendarza nie pozostaje w komunii z innymi Cerkwiami starokalendarzowymi – zerwał łączność eucharystyczną z grecką i bułgarską oraz z rozłamową częścią rosyjskiej Cerkwi zagranicznej.